# Kālidāsa

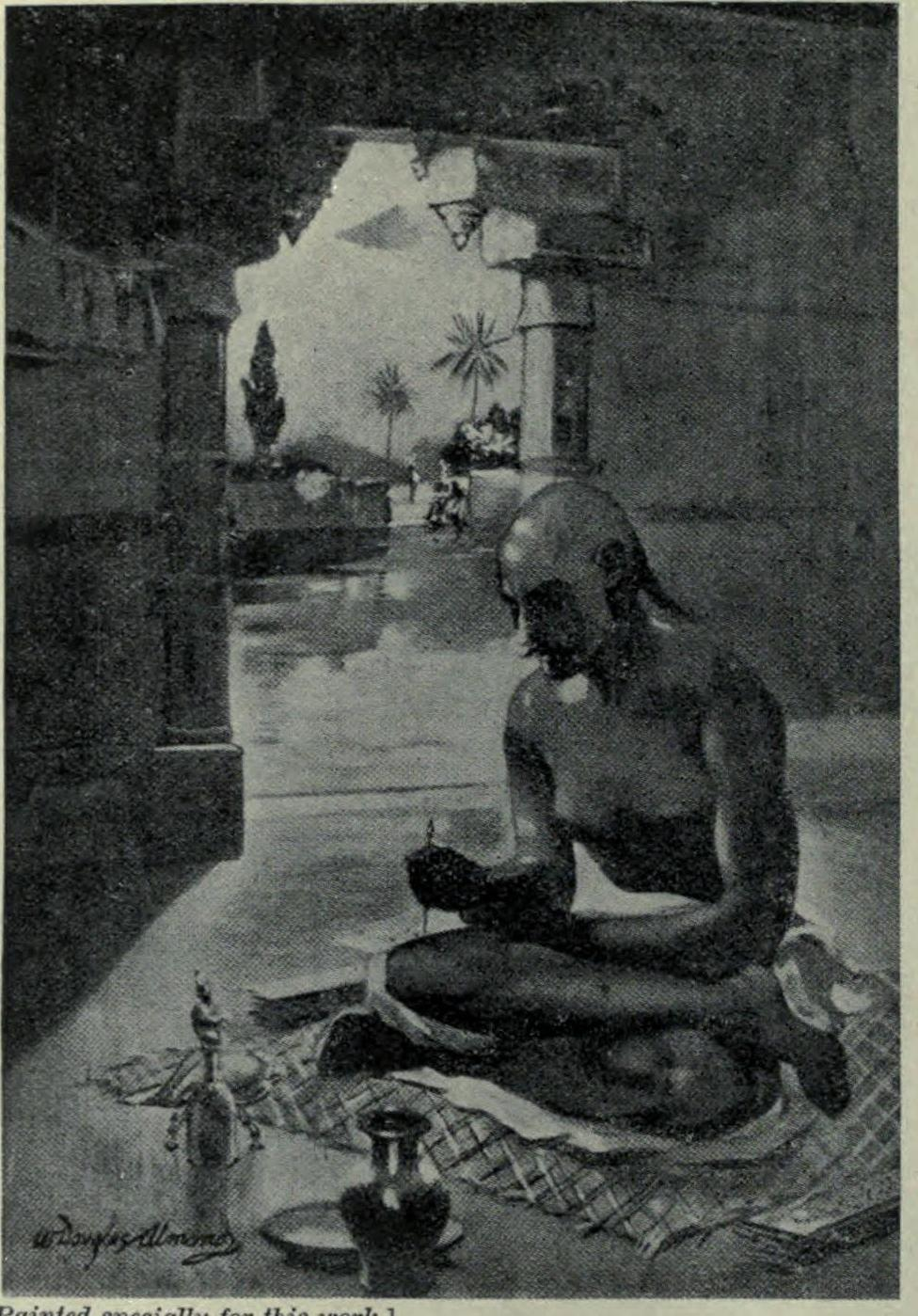
Kālidāsa

Kālidāsa (Devanāgarī: कालिदास "bầy tôi của Kali") là một tác giả tiếng Phạn Cổ điển và thường được coi là nhà viết kịch vĩ đại nhất của Ấn Độ cổ đại. Các vở kịch và thơ của ông chủ yếu dựa trên kinh Veda, Ramayana, Mahabharata và Puranas. Các tác phẩm còn sót lại của ông bao gồm ba vở kịch, hai bài thơ sử thi và hai bài thơ ngắn hơn.
Người ta không biết nhiều về cuộc đời của ông, chỉ có thể suy ra một phần từ thơ và các vở kịch của ông. Các tác phẩm của ông không thể xác định niên đại chính xác, nhưng rất có thể chúng được sáng tác trước thế kỷ thứ 5.

## Tuổi thơ
Các học giả đã suy đoán rằng Kalidasa có thể đã sống gần dãy Himalaya, vùng lân cận của Ujjain và Kalinga. Giả thuyết này dựa trên mô tả chi tiết của Kalidasa về dãy Himalaya trong Kumārasambhava của Kalidasa, sự thể hiện tình yêu của ông dành cho Ujjain ở Meghadūta, và những miêu tả mang tính cách sử thi cao của ông về hoàng đế Kalingan Hemāngada ở Raghuvaṃśa (sarga thứ sáu).
Lakshmi Dhar Kalla (1891-1953), một học giả tiếng Phạn và là người Kashmiri Pandit, đã viết một cuốn sách có tựa đề Nơi sinh của Kalidasa (1926), cố gắng truy tìm nơi sinh của Kalidasa dựa trên các tác phẩm của ông. Ông kết luận rằng Kalidasa sinh ra ở Kashmir, nhưng đã di chuyển về phía nam và tìm kiếm sự bảo trợ của những người cai trị địa phương để phát triển thịnh vượng. Bằng chứng được ông trích dẫn từ các bài viết của Kalidasa bao gồm:
- Mô tả về hệ thực vật và động vật được tìm thấy ở Kashmir, nhưng không phải ở Ujjain hay Kalinga: cây nghệ tây, cây khử mùi, hươu xạ, v.v.
- Mô tả các đặc điểm địa lý phổ biến ở Kashmir, chẳng hạn như tarn và glades
- Đề cập đến một số địa điểm có tầm quan trọng nhỏ mà theo Kalla, có thể được xác định với các địa điểm ở Kashmir. Những địa điểm này không quá nổi tiếng bên ngoài Kashmir, và do đó, không thể được biết đến bởi một người không có liên hệ chặt chẽ với Kashmir.
- Tham chiếu đến một số truyền thuyết về nguồn gốc Kashmiri, chẳng hạn như truyền thuyết về Nikumbha (được đề cập trong văn bản Kashmiri Nilamata Purana); đề cập đến (ở Shakuntala) của truyền thuyết về Kashmir được tạo ra từ một cái hồ. Truyền thuyết này, được đề cập trong Nilamata Purana, kể rằng một thủ lĩnh bộ lạc tên là Ananta đã rút cạn một hồ nước để giết một con quỷ. Ananta đặt tên cho địa điểm của hồ trước đây (nay là đất liền) là "Kashmir", theo tên cha của ông là Kashyapa.
- Theo Kalla, Shakuntala là một vở kịch ngụ ngôn của triết học Pratyabhijna (một nhánh của thuyết Kashmir Shaivism). Kalla lập luận thêm rằng chi nhánh này không được biết đến bên ngoài Kashmir vào thời điểm đó.

Các học giả khác vẫn coi Garhwal ở Uttarakhand là nơi sinh của Kalidasa.
Theo truyền thuyết dân gian, một lần một công chúa uyên bác quyết định tìm một chàng rể thích hợp bằng cách thử trí thông minh của những người đàn ông trong vương quốc của mình. Khi không ai có thể vượt qua bài kiểm tra, những người dân thất vọng quyết định cử Kalidasa, một người đàn ông thất học, đến phỏng vấn với công chúa. Trong một phiên bản khác, quan đại thần của triều đình bị xúc phạm khi công chúa từ chối lời cầu hôn của con trai mình. Để trả thù cho sự sỉ nhục này, bộ trưởng tìm người không phù hợp nhất, người chăn cừu Kalidasa, để gửi đến công chúa. Kalidasa nghèo nàn, và bị công chúa sỉ nhục. Bị thách thức bởi công chúa, Kalidasa đến thăm một ngôi đền Kali, được truyền cảm hứng để học tiếng Phạn, nghiên cứu Puranas và các văn bản cổ khác, và trở thành một nhà thơ lớn. Sau đó, ông đã viết ba sử thi bắt đầu bằng những lời xúc phạm của mình: "अस्ति कश्चित् वाग्विशेष?" (S., asti kaschit vaagviśesha? Có điều gì đặc biệt thông minh mà bạn có thể nói bây giờ không?. Từ ba từ này, ông đã ôm ấp, ông đã viết ba cuốn sách kinh điển của mình. Từ "asti" = asti-uttarasyaam dishi, ông đã tạo ra sử thi "Kumarasambhava"; từ "Kaschit" = kashchit-kaantaa, Kalidasa đã viết bài thơ "Meghaduta" và từ "Vagvisheshah" = vaagarthaaviva, ông đã viết sử thi " Raghuvamsa "
Một truyền thuyết khác kể rằng ông đã đến thăm Kumaradasa, vị vua của Sri Lanka trước đây được gọi là Ceylon và vì một sự phản bội, Kalidasa đã bị sát hại ở đó.

### Giai đoạn
Một số sách cổ và trung cổ ghi rằng Kalidasa là một nhà thơ cung đình của một vị vua tên là Vikramaditya. Một vị vua huyền thoại tên là Vikramāditya được cho là đã trị vì từ Ujjain vào khoảng thế kỷ 1 trước Công nguyên. Một bộ phận học giả tin rằng Vikramaditya huyền thoại này hoàn toàn không phải là một nhân vật lịch sử. Có những vị vua khác cai trị từ Ujjain và lấy tước hiệu Vikramaditya, những vị vua đáng chú ý nhất là Chandragupta II (380 CN - 415 CN) và Yasodharman (thế kỷ 6 CN).
Giả thuyết phổ biến nhất cho rằng Kalidasa đã phát triển mạnh mẽ tài văn thơ của mình dưới thời trị vì của Chandragupta II, và do đó sống vào khoảng thế kỷ 4 đến thế kỷ 5 CN. Một số học giả phương Tây đã ủng hộ lý thuyết này, kể từ thời của William Jones và AB Keith. Các nhà Ấn Độ học và học giả phương tây hiện đại như Stanley Wolpert cũng ủng hộ lý thuyết này . Nhiều học giả Ấn Độ, như Vasudev Vishnu Mirashi và Ram Gupta, cũng đặt Kalidasa vào thời kỳ này. Theo lý thuyết này, sự nghiệp của ông có thể kéo dài đến triều đại của Kumaragupta I (khoảng 414 - 455 CN), và có thể là của Skandagupta (khoảng 455 - 467 CN).
Bằng chứng cổ xưa nhất về Kalidasa được tìm thấy trong một bản khắc bằng tiếng Phạn có niên đại c. 473 CN, được tìm thấy tại đền thờ Mặt trời của Mandsaur, với một số câu thơ có vẻ bắt chước Meghaduta Purva, 66 tuổi; và Ritusamhara V, 2-3, mặc dù Kalidasa không được đặt tên. Tên của ông, cùng với tên của nhà thơ Bharavi, cũng được đề cập trong một bia đá có niên đại 634 CN được tìm thấy tại Aihole, nằm ở Karnataka ngày nay.

### Giả thuyết về nhiều Kalidasa
Một số học giả, bao gồm M. Srinivasachariar và TS Narayana Sastri, tin rằng tất cả các tác phẩm được gán cho "Kalidasa" không phải của một người duy nhất. Theo Srinivasachariar, các nhà văn từ thế kỷ 8 và 9 gợi ý về sự tồn tại của ba nhân vật văn học được chú ý có chung cái tên Kalidasa. Những tác giả này bao gồm Devendra (tác giả của Kavi-Kalpa-Lata), Rajashekhara và Abhinanda. Sastri liệt kê các tác phẩm của ba Kalidasas này như sau:
1. Kalidasa bí danh Matrigupta, tác giả của Setu-Bandha và ba vở kịch (Abhijñānaśākuntalam, Mālavikāgnimitram và Vikramōrvaśīyam).
2. Kalidasa bí danh Medharudra, tác giả của Kumārasambhava, Meghadūta và Raghuvaṃśa.
3. Kalidasa bí danh Kotijit: tác giả của Ṛtusaṃhāra, Shyamala-Dandakam và Srngaratilaka trong số các tác phẩm khác.

Sastri tiếp tục đề cập đến sáu nhân vật văn học khác được biết đến với cái tên "Kalidasa": Parimala Kalidasa bí danh Padmagupta (tác giả của Navasahasanka Charita), Kalidasa bí danh Yamakakavi (tác giả của Nalodaya), Nava Kalidasa (tác giả của Champu Bhagavata), Akbariya Kalidasa (tác giả của một số samasya hoặc câu đố), Kalidasa VIII (tác giả của Lambodara Prahasana), và Abhinava Kalidasa bí danh Madhava (tác giả của Sankshepa-Sankara-Vijayam).
Theo K. Krishnamoorthy, "Vikramaditya" và "Kalidasa" được sử dụng như danh từ chung để mô tả bất kỳ vị vua bảo trợ nào và bất kỳ nhà thơ triều đình nào.

## Tác phẩm

### Kịch

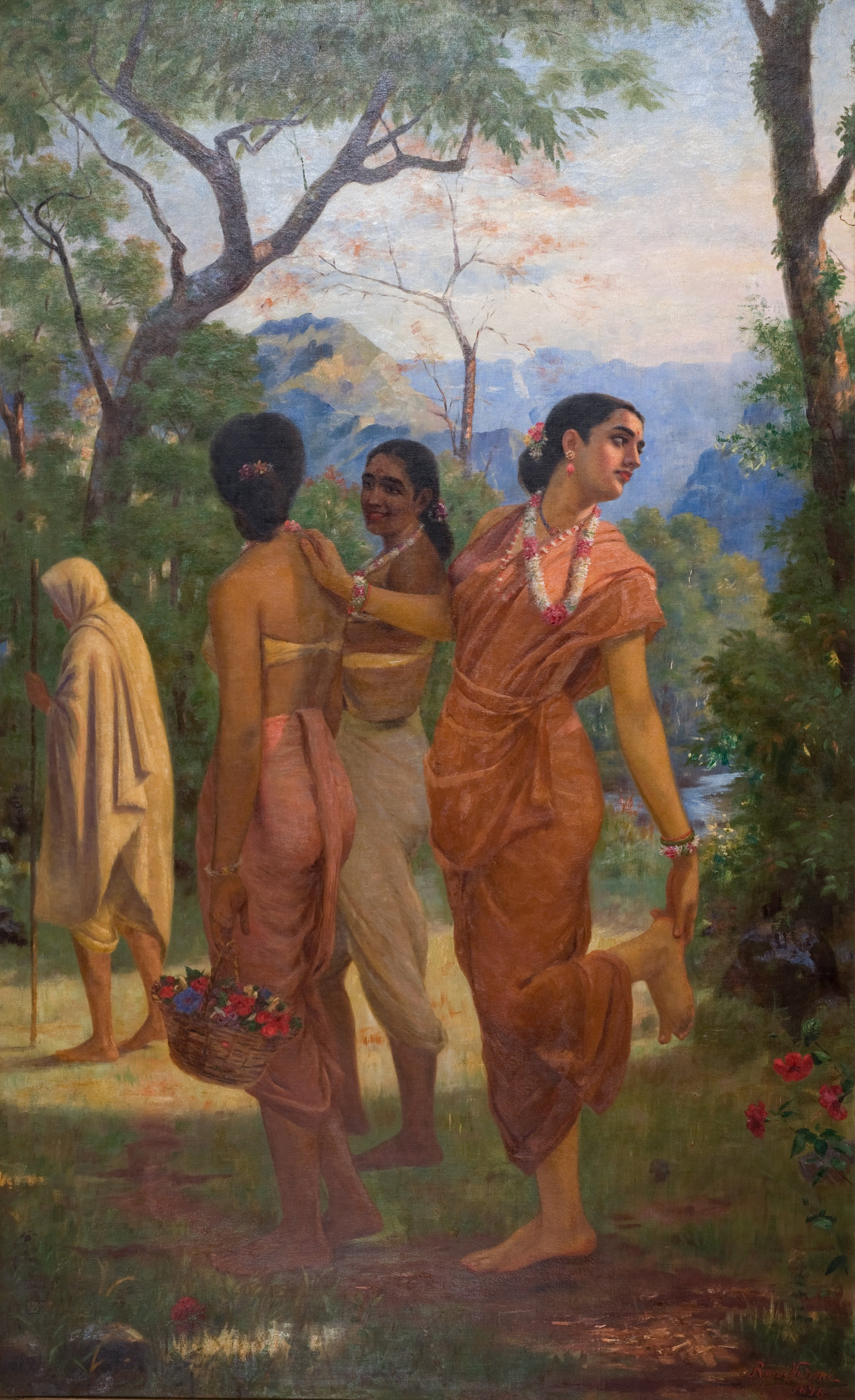
Shakuntala dừng lại để nhìn Dushyanta, Raja Ravi Varma (1848-1906).

Kālidāsa đã viết ba vở kịch. Trong số đó, Abhijñānaśākuntalam thường được coi là một kiệt tác. Đây là một trong những tác phẩm tiếng Phạn đầu tiên được dịch sang tiếng Anh, và kể từ đó tác phẩm này đã được dịch sang nhiều thứ tiếng.
- Mālavikāgnimitram (Liên quan đến Mālavikā và Agnimitra) kể về câu chuyện của Vua Agnimitra, người đem lòng yêu bức tranh của một cô gái đầy tớ bị đày ải tên là Mālavikā. Khi hoàng hậu phát hiện ra niềm đam mê của chồng mình dành cho cô gái này, bà trở nên tức giận và bắt Mālavikā phải bỏ tù, nhưng như số phận đã sắp đặt, Mālavikā trên thực tế là một công chúa sinh ra thực sự, do đó hợp pháp hóa mối tình.
- Abhijñānaśākuntalam (Hồi ức của Shakuntala) kể về câu chuyện của Vua Dushyanta, trong một chuyến đi săn, gặp Shakuntalā, con gái nuôi của một nhà hiền triết và kết hôn với cô ấy. Một sai lầm xảy đến với họ khi anh ta được triệu tập trở lại tòa án: Shakuntala, đang mang thai đứa con của họ, vô tình xúc phạm một nhà hiền triết đang đến thăm và mắc phải một lời nguyền, do đó Dushyanta sẽ quên cô ấy hoàn toàn cho đến khi anh ta nhìn thấy chiếc nhẫn anh ta để lại với cô ấy. Trong chuyến đi đến tòa án của Dushyanta trong tình trạng thai nghén nặng, cô đánh mất chiếc nhẫn và phải ra đi mà không được công nhận. Chiếc nhẫn được tìm thấy bởi một ngư dân, người đã nhận ra con dấu hoàng gia và trả lại cho Dushyanta, người đã lấy lại được trí nhớ của mình về Shakuntala và lên đường đi tìm cô. Goethe bị cuốn hút bởi cuốn Abhijñānaśākuntalam của Kalidasa, cuốn sách được biết đến ở châu Âu, sau khi được dịch từ tiếng Anh sang tiếng Đức.
- Vikramōrvaśīyam (Urvashi Won của Valor) kể về câu chuyện của vị vua phàm trần Pururavas và tiên nữ Urvashi yêu nhau. Là một người bất tử, cô phải quay trở lại thiên đường, nơi một tai nạn đáng tiếc khiến cô bị gửi trở lại trái đất như một người phàm với lời nguyền rằng cô sẽ chết (và do đó trở lại thiên đường) ngay khi người yêu của cô để mắt đến. đứa con mà cô ấy sẽ mang anh ta. Sau một loạt các rủi ro, bao gồm cả việc Urvashi tạm thời biến thành một cây nho, lời nguyền được dỡ bỏ, và những người yêu nhau được phép ở lại với nhau trên trái đất.

### Thơ

#### Sử thi
Kālidāsa là tác giả của hai bài thơ sử thi, Raghuvaṃśa ("Vương triều Raghu") và Kumārasambhava (Kumara nghĩa là con trai, và sambhavam nghĩa là khả năng xảy ra một sự kiện, trong ngữ cảnh này nó có nghĩa là sự ra đời. Kumarasambhavam có nghĩa là sinh con trai (với nữ thần Parvati và shiva)).
- Raghuvaṃśa là một thiên anh hùng ca về các vị vua của triều đại Raghu.
- Kumārasambhava mô tả sự ra đời và thời niên thiếu của nữ thần Parvati, và cuộc hôn nhân của cô với Thần Shiva.

#### Các bài thơ ngắn
Kālidāsa cũng đã viết hai khandakavyas (bài thơ nhỏ):
- Mô tả:[19] Ṛitusaṃhāra mô tả sáu mùa bằng cách thuật lại trải nghiệm của hai người yêu nhau trong mỗi mùa.[N 1]
- Elegiac: Kālidāsa đã tạo ra thể loại thơ của riêng mình [19] với Meghadūta (Sứ giả trên mây [19]), câu chuyện về một Yaksha cố gắng gửi một thông điệp đến người yêu của mình qua một đám mây. Kalidasa đặt bài thơ này thành đồng hồ mandākrāntā, được biết đến với sự ngọt ngào trữ tình. Đây là một trong những bài thơ nổi tiếng nhất của Kalidasa và nhiều bài bình luận về tác phẩm đã được viết.

#### Bản dịch
Montgomery Schuyler, Jr. đã xuất bản một thư mục về các ấn bản và bản dịch của bộ phim truyền hình Shakuntala trong khi chuẩn bị cho tác phẩm "Thư mục của kịch nghệ tiếng Phạn". Schuyler sau đó đã hoàn thành loạt thư mục của mình về các tác phẩm kịch tính của Kālidāsa bằng cách biên soạn thư mục các ấn bản và bản dịch của Vikramorvaçī và Mālavikāgnimitra. Ngài William Jones đã xuất bản bản dịch tiếng Anh của Sakuntala vào năm 1791 CN và Rtusamhara được ông xuất bản trong văn bản gốc trong năm 1792 CN 

## Ảnh hưởng đến văn hóa sau đó
Nhiều học giả đã viết bình luận về các tác phẩm của Kālidāsa. Trong số những bài bình luận được nghiên cứu nhiều nhất là của Kolāchala Mallinātha Suri, được viết vào thế kỷ 15 dưới thời trị vì của vua Vijayanagar, Deva Rāya II. Những lời bình luận sớm nhất còn sót lại dường như là của học giả người Kashmir ở thế kỷ thứ 10, Vallabhadeva. Các nhà thơ tiếng Phạn nổi tiếng như Bāṇabhaṭṭa, Jayadeva và Rajasekhara đã ca ngợi Kālidāsa trong những lời tri ân của họ. Một tiếng Phạn thơ nổi tiếng ("Upamā Kālidāsasya...") khen ngợi kỹ năng của mình tại upamā, hay ví von. Anandavardhana, một nhà phê bình rất được kính trọng, đã coi Kālidāsa là một trong những nhà thơ tiếng Phạn vĩ đại nhất từ trước đến nay. Trong số hàng trăm bài bình luận bằng tiếng Phạn thời tiền hiện đại về các tác phẩm của Kālidāsa, chỉ có một phần nhỏ được xuất bản cùng thời. Những lời bình luận như vậy cho thấy dấu hiệu thơ của Kālidāsa đã bị thay đổi so với trạng thái ban đầu của nó qua nhiều thế kỷ sao chép thủ công, và có thể thông qua các truyền thống truyền khẩu cạnh tranh cùng với truyền thống văn học chữ viết.
Abhijñānaśākuntalam của Kālidāsa là một trong những tác phẩm đầu tiên của văn học Ấn Độ được biết đến ở châu Âu. Đầu tiên nó được dịch sang tiếng Anh và sau đó từ tiếng Anh sang tiếng Đức, nơi nó đã được một nhóm các nhà thơ lỗi lạc, trong đó có Herder và Goethe, đón nhận với sự ngạc nhiên và say mê.
| Willst du die Blüthe des frühen, die Früchte des späteren Jahres, Willst du, was reizt und entzückt, willst du was sättigt und nährt, Willst du den Himmel, die Erde, mit Einem Namen begreifen; Nenn’ ich, Sakuntala, Dich, und so ist Alles gesagt.— Goethe | Wouldst thou the young year's blossoms and the fruits of its decline And all by which the soul is charmed, enraptured, feasted, fed, Wouldst thou the earth and heaven itself in one sole name combine? I name thee, O Sakuntala! and all at once is said.— translation by E. B. Eastwick |

"Here the poet seems to be in the height of his talent in representation of the natural order, of the finest mode of life, of the purest moral endeavor, of the most worthy sovereign, and of the most sober divine meditation; still he remains in such a manner the lord and master of his creation."— Goethe, quoted in Winternitz

Tác phẩm của Kālidāsa tiếp tục khơi gợi nguồn cảm hứng trong giới nghệ thuật châu Âu trong cuối thế kỷ 19 và đầu thế kỷ 20, bằng chứng là tác phẩm điêu khắc Shakuntala của Camille Claudel.
Nghệ sĩ Koodiyattam và học giả Natya Shastra Māni Mādhava Chākyār (1899–1990) đã biên đạo và biểu diễn các vở kịch Kālidāsā nổi tiếng bao gồm Abhijñānaśākuntala, Vikramorvaśīya và Mālavikāgnimitra.
Các phim Kannada Mahakavi Kalidasa (1955), có Honnappa Bagavatar, B. Sarojadevi và sau đó là Kaviratna Kalidasa (1983), có Rajkumar và Jayaprada, dựa trên cuộc đời của Kālidāsa. Kaviratna Kalidasa cũng sử dụng Shakuntala của Kālidāsa làm tình tiết phụ trong phim. V. Shantaram đã thực hiện bộ phim tiếng Hindi Stree (1961) dựa trên Shakuntala của Kālidāsa. RR Chandran đã thực hiện bộ phim Tamil Mahakavi Kalidas (1966) dựa trên cuộc đời của Kālidāsa. Chevalier Nadigar Thilagam Sivaji Ganesan đã tự mình đóng vai nhà thơ. Mahakavi Kalidasu (Telugu, 1960) với Akkineni Nageswara Rao  tương tự cũng dựa trên cuộc đời và tác phẩm của Kālidāsa.
Vở kịch tiếng Hindi Athavan Sarga của Surendra Verma, xuất bản năm 1976, dựa trên truyền thuyết rằng Kālidāsa không thể hoàn thành sử thi Kumārasambhava của mình vì bị nữ thần Parvati nguyền rủa, vì những mô tả tục tĩu về cuộc sống vợ chồng của cô với Thần Shiva trong canto thứ tám. Vở kịch mô tả Kālidāsa trong vai một nhà thơ cung đình của Chandragupta, người phải đối mặt với một phiên tòa về sự khăng khăng của một linh mục và một số nhà đạo đức khác cùng thời với ông.
Asti Kashchid Vagarthiyam là một vở kịch tiếng Phạn gồm năm màn được viết bởi Krishna Kumar vào năm 1984. Câu chuyện là một biến thể của truyền thuyết phổ biến rằng Kālidāsa đã bị thử thách tinh thần tại một thời điểm và rằng vợ của anh ta phải chịu trách nhiệm về sự biến đổi của anh ta. Kālidāsā, một người chăn cừu bị thử thách về tinh thần, đã kết hôn với Vidyottamā, một công chúa uyên bác, thông qua một âm mưu. Khi phát hiện ra mình đã bị lừa, Vidyottamā trục xuất Kālidāsa, yêu cầu anh ta có được học bổng và danh tiếng nếu anh ta muốn tiếp tục mối quan hệ của họ. Cô quy định thêm rằng khi trở về anh sẽ phải trả lời câu hỏi Asti Kashchid Vāgarthah "(" Có gì đặc biệt trong cách diễn đạt không? ") cho đến khi cô hài lòng. Trong quá trình đó, Kālidāsa đạt được kiến thức và nổi tiếng như một nhà thơ. Kālidāsa bắt đầu Kumārsambhava, Raghuvaṃśa và Meghaduta bằng các từ Asti ("có"), Kashchit ("cái gì đó") và Vāgarthah ("lời nói và ý nghĩa của nó").
"Kalidas o Robindronath" của Bishnupada Bhattacharya là một nghiên cứu so sánh giữa Kalidasa và nhà thơ Bengali Rabindranath Tagore.
Ashadh Ka Ek Din là một vở kịch dựa trên các yếu tố hư cấu của cuộc đời Kalidasa.

## Ảnh hưởng
Kalidasa đã có ảnh hưởng lớn đến một số tác phẩm tiếng Phạn, trên tất cả văn học Ấn Độ.   Ông cũng có tác động lớn đến nhà thơ Rabindranath Tagore. Chủ nghĩa lãng mạn của Meghadutam được tìm thấy trong các bài thơ của Tagore về gió mùa.  Các vở kịch tiếng Phạn của Kalidasa đã ảnh hưởng đến văn học châu Âu cuối thế kỷ mười tám và đầu thế kỷ mười chín. Theo Dale Carnegie, Cha đẻ của Y học Hiện đại, Ngài William Osler luôn để trên bàn của mình một bài thơ do Kalidasa sáng tác.

## Đánh giá
Các vở kịch và thơ của Kālidāsa được dựa trên những câu chuyện thần thoại và triết học Hindu. Vị trí của Kālidāsa trong tiếng Phạn có thể so sánh với vị trí của Shakespeare trong tiếng Anh..
Mười lăm thế kỉ qua ông vẫn chiếm địa vị độc tôn "chúa thơ" trong nền văn học Ấn Độ. Ông biết vận dụng và phát triển cao độ tính hình ảnh và tính uyển chuyển của thơ ca Sanskrit và văn học dân gian Ấn Độ đến mức độ chưa từng thấy để ca ngợi tình yêu lứa đôi, tình yêu thiên nhiên và đất nước. Ông đã hấp thụ được những truyền thống văn hóa lâu đời và rực rỡ của nền văn minh Ấn Độ. Bản chất là một người yêu thiên nhiên, yêu cái đẹp, đặc biệt là lòng thương yêu con người sâu sắc, Kālidāsa đã tiếp tục phát triển chủ đề tình yêu trong một xã hội mà chế độ đẳng cấp khắc nghiệt đang ngự trị, và có lẽ cũng chính vì thế Kālidāsa đã trở thành một trong những nhà thơ, nhà viết kịch lớn của thời đại. Ông được nhà vua Ấn Độ Chandragupta II mời vào cung và được coi là một trong chín viên ngọc quý của hoàng cung. Kālidāsa có nhiều sáng tác về thơ ca, về kịch, trong đó nổi tiếng nhất là tập thơ trữ tình Mây đưa tin và vở kịch thơ Sơkuntơla viết bằng tiếng Sanskrit, vở kịch thơ này đã đi vào tâm tư tình cảm của người dân Ấn Độ, đã trở thành nguồn cảm hứng vô tận cho những sáng tác, những hoạt động văn hóa của họ (ngâm vịnh, diễn kịch, đóng phim, hội họa, âm nhạc...).